# Warrior Run
Warrior Run es un borough ubicado en el condado de Luzerne en el estado estadounidense de Pensilvania. En el año 2000 tenía una población de 624 habitantes y una densidad poblacional de 311 personas por km².

## Geografía
Warrior Run se encuentra ubicado en las coordenadas 41°11′15″N 75°57′9″O / 41.18750, -75.95250.

## Demografía
Según la Oficina del Censo en 2000 los ingresos medios por hogar en la localidad eran de $29,583 y los ingresos medios por familia eran $36,250. Los hombres tenían unos ingresos medios de $28,958 frente a los $21,304 para las mujeres. La renta per cápita para la localidad era de $15,693. Alrededor del 9.1% de la población estaba por debajo del umbral de pobreza.